# Metalldetektor
Ein Metalldetektor (auch Metallsuchgerät und Metallsonde) ist ein Gerät zur Lokalisierung verborgener Metallteile, Erze, Rohrleitungen und elektrischer Leiter an Land sowie unter Wasser.
Zu den Sensoren, mit denen Metalle geortet werden können, gehören insbesondere Magnetometer sowie kapazitive und induktive Sensoren (bzw. kapazitive und induktive Näherungsschalter).

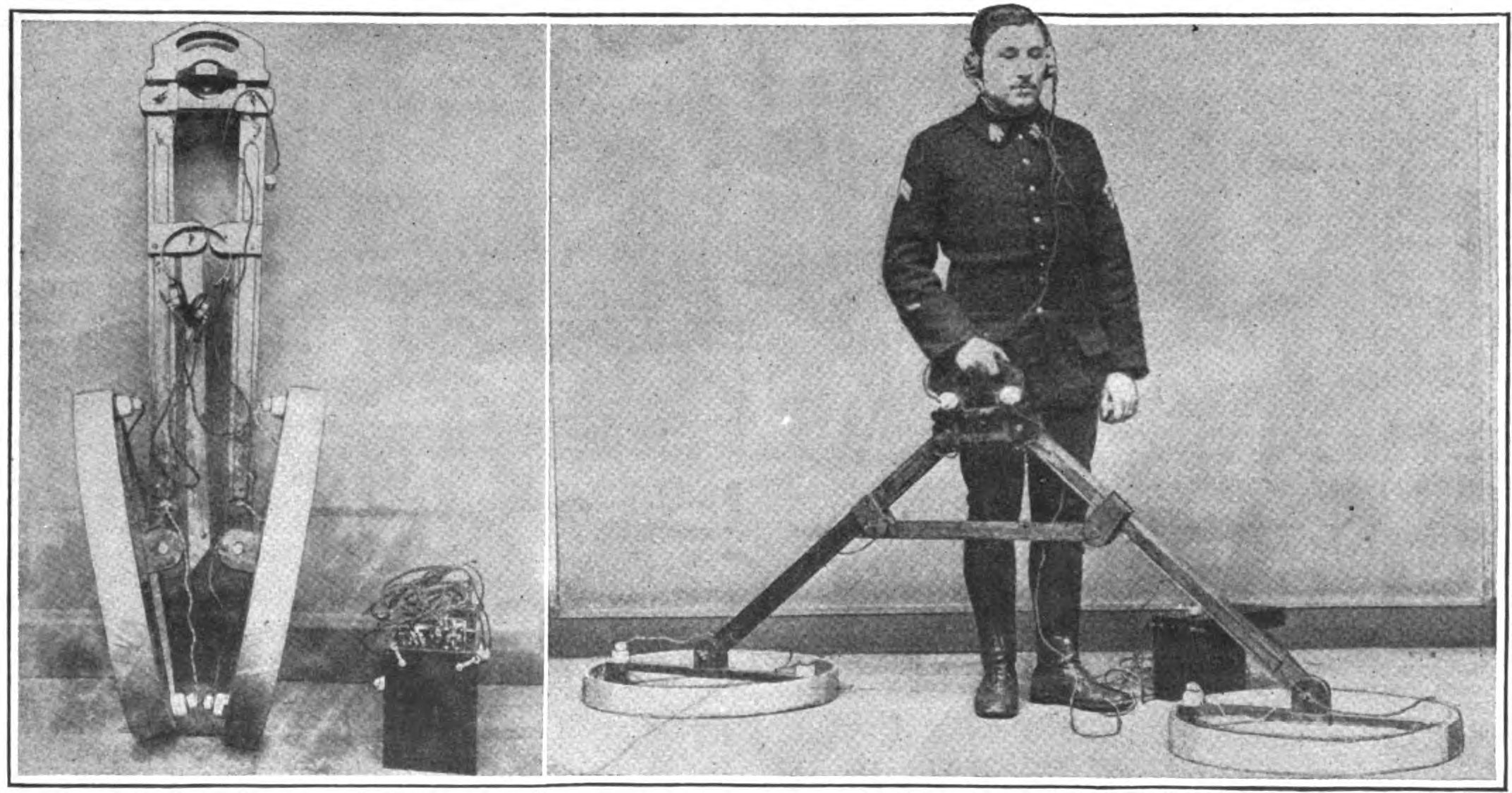
Ein Metalldetektor von Camille Gutton wird 1919 zur Suche nach nicht explodierten Weltkriegs-Bomben in Frankreich eingesetzt.

## Geschichte und Entwicklung
Ab 1870 begann man, Geräte zur Lokalisierung von Metallen zu entwickeln. Vorteile versprach man sich vor allem im Bergbau. Der Physiker Heinrich Wilhelm Dove erfand im 19. Jahrhundert das Prinzip der Induktionswaage (engl. induction balance), das hundert Jahre später in den ersten Metallsuchgeräte angewandt wurde. Diese Geräte benötigten große Batterien und hatten keine große Reichweite. Alexander Graham Bell versuchte 1881 erfolglos eine Kugel in der Brust von US-Präsident James A. Garfield mit einem Metalldetektor zu finden. 
In den 1930er Jahren wurden modernere Metalldetektoren entwickelt. Der Techniker Gerhard Fischer erkannte, dass Radiowellen durch erzhaltiges Gestein und Metallteile abgelenkt wurden und baute Ortungsgeräte, die mit hochfrequenten Wellen arbeiteten. Im Jahr 1937 erhielt er das erste Patent für einen Metalldetektor.
Józef Stanisław Kosacki, einem polnischen Offizier, der in St Andrews in Schottland in den frühen Jahren des Zweiten Weltkrieges stationiert war, gelang die Entwicklung eines leichteren und leistungsfähigeren Geräts. Auch dieses enthielt Elektronenröhren und benötigte dementsprechend große Batterien. Das Gerät war sehr erfolgreich und wurde erstmals auch in größerem Umfang zur Suche nach Sprengminen verwendet. 
White’s Electronics of Oregon entwickelte in den 1950er Jahren den Oremaster Geigerzähler zu Ortung von Erzvorkommen. Charles Garrett entwickelte den BFO (Beat Frequency Oscillator), also die tonfrequente Schwebung zwischen zwei LC-Oszillatoren, von denen sich einer bei Annäherung an Metalle verstimmt. Mit der Erfindung und Entwicklung des Transistors in den 1950er und 1960er Jahren wurde es möglich, wesentlich kleinere und leichtere Geräte zu entwickeln.
Die größte technische Entwicklung brachte die Induktionswaage mit zwei wechselstromdurchflossenen Spulen, deren Induktivitäten gegeneinander abgeglichen werden. Bei Annäherung an metallische Körper geraten sie aus der Balance. So können sogar Metalle voneinander unterschieden werden, da jedes Metall eine abweichende Phasenverschiebung ergibt.
Das ursprüngliche Induktionsbalancesystem bestand aus zwei übereinander angeordneten identischen Spulen. Compass Electronics hingegen verwendete ab den 1970er Jahren Spulen in einer D-Form, deren gerade Abschnitte aneinander liegen. Um den störenden Einfluss insbesondere eisenhaltiger Böden auszublenden, konnte die Frequenz verstellt werden.
Zur gleichen Zeit entstanden Pulsinduktionsgeräte. Im Gegensatz zum Schwebungsprinzip oder der Induktionswaage verwenden Pulsinduktionsgeräte gepulste Magnetfelder. Nach dem Aussenden eines Pulses wird durch ein Magnetometer die Zeit gemessen, die vergeht, bis der Puls abgeklungen ist. Die Abklingdauer erhöht sich durch Wirbelströme, die in metallische Körper induziert werden. Die Geräte sind unempfindlicher gegenüber der Bodenbeschaffenheit und erreichen große Tiefen. 

## Aufbau

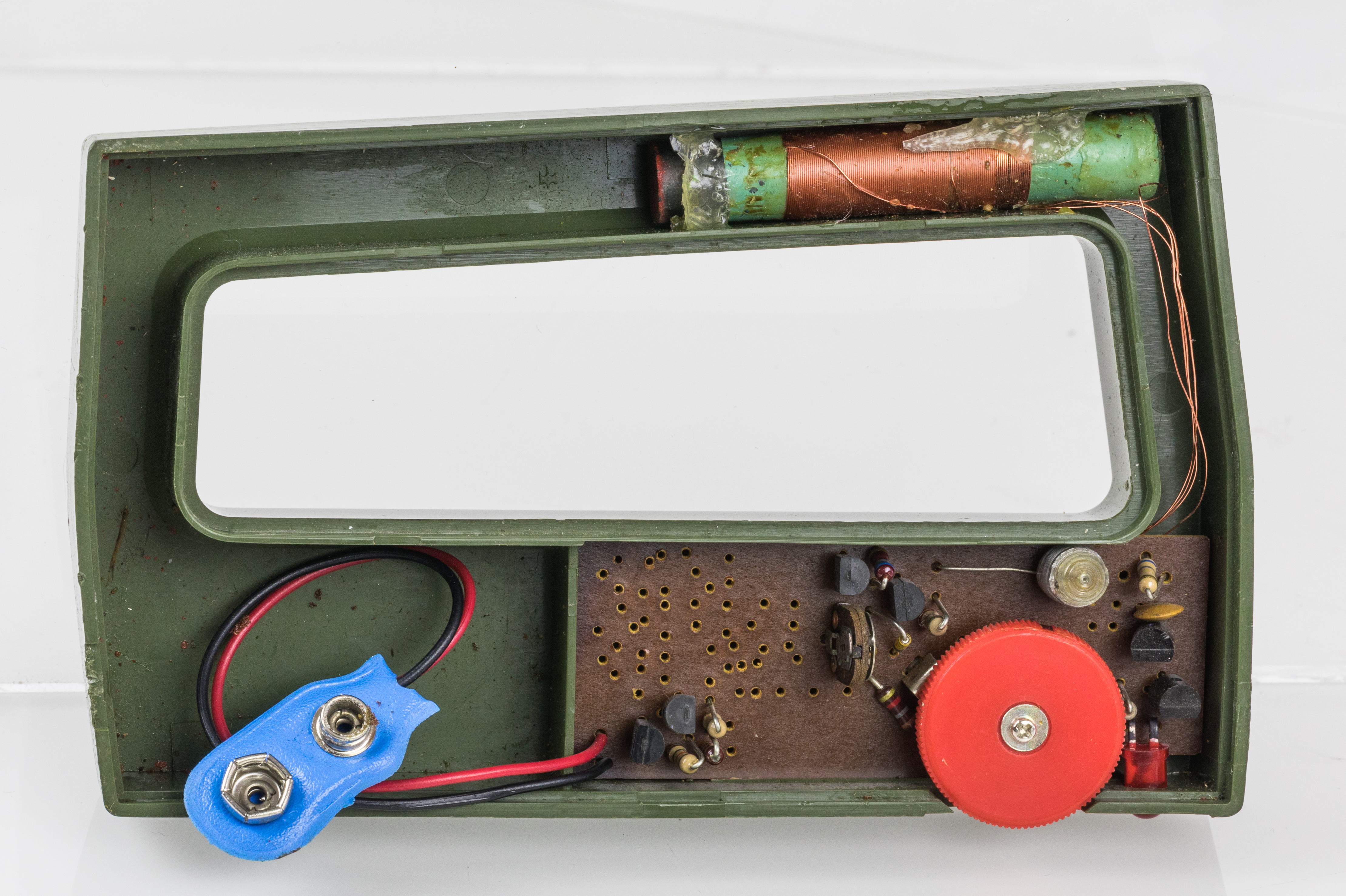
Aufbau eines Ortungsgeräts für Leitungen in der Wand. Oben rechts die zylinderförmige Suchspule, unten rechts die Elektronik. Batterieanschluss unten links

Metalldetektoren bestehen aus einer meist batteriebetriebenen elektronischen Schaltung und einer von niederfrequentem Wechselstrom durchflossenen Suchspule, deren Magnetfeld möglichst weit reichen soll. Die Form der Spule ist dazu entweder flach (Teller- oder Ringform, Doppel-D ohne Kern) oder gestreckt (Zylinderspule).
Die flachen Formen werden zum Absuchen von Personen oder von Bodenflächen verwendet, während die gestreckten Formen zur Lokalisierung von Objekten in Hohlräumen wie Bohrschächten oder Gesteinsspalten dienen.
Elektronik und Spule sind mittels einer Leitung miteinander verbunden und meist auf ein Gestänge mit Armstütze montiert.

## Funktion
Grundsätzlich können Metalldetektoren nach dem zugrundeliegenden Messverfahren unterteilt werden:
- Pulsmessung (englisch pulse mode): Dabei werden über die Sendespule periodisch Pulse eines Magnetfelds ausgesendet. Diese erzeugen in metallischen Objekten in der Umgebung der Spule Wirbelströme. Die Wirbelströme wiederum verursachen in der Empfangsspule eine Signaländerung, die unmittelbar nach dem Ausschalten des Sendepulses als Spannung messbar ist. Je nach zeitlichem Verlauf und Dauer dieser Wirbelstromantworten auf unterschiedlich lange Pulse und Pulsfolgen kann auf verschiedene Metalle und auf die Größe der metallischen Objekte geschlossen werden. Die Signalauswertung erfolgt dabei im Zeitbereich.

- Wechselstromerregung oder englisch continuous wave oder CW mode: Hierbei wird ein kontinuierlicher Wechselstrom in eine Sendespule geleitet. Es gibt zwei Verfahren:
  - Dämpfungsanalyse: Das Sendefeld hat eine Frequenz von einigen 10 kHz. In der Empfangsspule wird das Empfangssignal nach Amplitude und Phasenlage analysiert. Das Übertragungsprinzip ist ein magnetisch gekoppeltes System, ähnlich wie bei einem Transformator. Durch metallische Objekte, aber auch durch elektrisch leitfähige Flüssigkeiten (Elektrolyte), kommt es dabei zu einer Änderung der empfangenen Amplitude und Phasenlage bezogen auf das Sendesignal. Diese beiden unabhängigen Parameter ermöglichen eine Unterscheidung verschiedener Materialien und metallischer Objekte. Des Weiteren kann durch den Einsatz unterschiedlicher Sendefrequenzen, die auch gleichzeitig ausgesendet werden können, eine weitere Klassifizierung der Suchobjekte erfolgen.
  - Resonanzverschiebung: Einfache Geräte haben nur eine Spule. Die Spule ist Teil eines LC-Oszillators mit einer Eigenresonanzfrequenz von einigen 100 kHz. Die durch die Feldverdrängung oder die Permeabilität der zu suchenden Metallgegenstände entstehenden Frequenzänderungen werden durch Vergleich mit einem Referenzoszillator als Schwebung in einem Kopfhörer hörbar gemacht. Die frequenzerhöhende Feldverdrängung und die frequenzverringernde Permeabilität können einander aufheben, sodass Eisenteile bestimmter Gestalt nicht gefunden werden können.

Die unterschiedlichen Signalantworten bei verschiedenen Metallen und Stoffen und die Möglichkeit zur Detektion hängen mit deren Stoffkonstanten zusammen. Primäre Einflussfaktoren zur Unterscheidung sind die magnetische Permeabilität und die elektrische Leitfähigkeit. Nichtmetalle unterscheiden sich bei diesen Stoffkonstanten wesentlich von Metallen. Darüber hinaus ist auch die Beweglichkeit der Ladungsträger von Bedeutung.
Die Signaländerung wird bei allen Messverfahren elektronisch ausgewertet und auf einer optischen Skala (beispielsweise verschiedene LEDs) sichtbar oder durch einen akustischen Signalgeber ab einem bestimmten Schwellenwert hörbar gemacht. Bei industriell eingesetzten Metalldetektoren, zum Beispiel in der Lebensmittelindustrie zur Qualitätssicherung und Vermeidung von Metallsplittern in Lebensmitteln, wird die Signalauswertung zur automatischen Steuerung der Produktionsanlage verwendet.

## Anwendung
Metalldetektoren haben viele Einsatzbereiche:
- In Flughäfen und anderen sensiblen Bereichen zur Personenkontrolle.Personenkontrolle mit Metalldetektoren am Flughafen Wladiwostok (Russland)

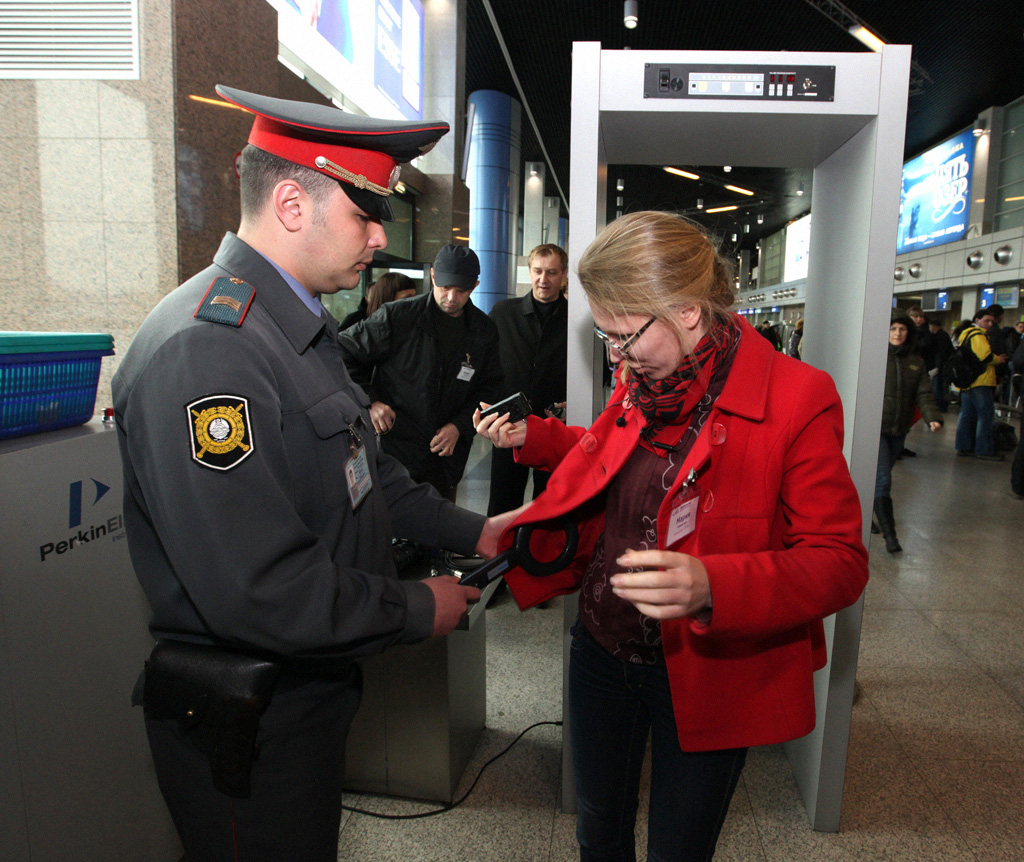
Personenkontrolle mit Metalldetektoren am Flughafen Wladiwostok (Russland)

- Zum Auffinden von metallischen Leitungen und Rohren im Boden und in Wänden, siehe Ortungsgerät (Haustechnik).
- In der Lebensmittelindustrie und Pharmaindustrie, um zu erkennen, wenn sich Metallsplitter in den Produkten befinden.
- Bei der Schatzsuche zum Auffinden metallischer Objekte wie Münzen, Schmuck etc. (siehe auch Sondengänger).
- In der Archäologie und der Geologie dient ein Metalldetektor zur Erstorientierung auf Grabungsplätzen der metall- oder erzführenden Epochen oder Lagerstätten, der Großflächenplanung, der Prospektion und der Rettung von Bodendenkmälern auf Großbaustellen Notbergungen.
- Bei der Kampfmittelbeseitigung zum Aufspüren von Landminen, Blindgängern und Munition.US-Soldat mit Metalldetektor in Afghanistan

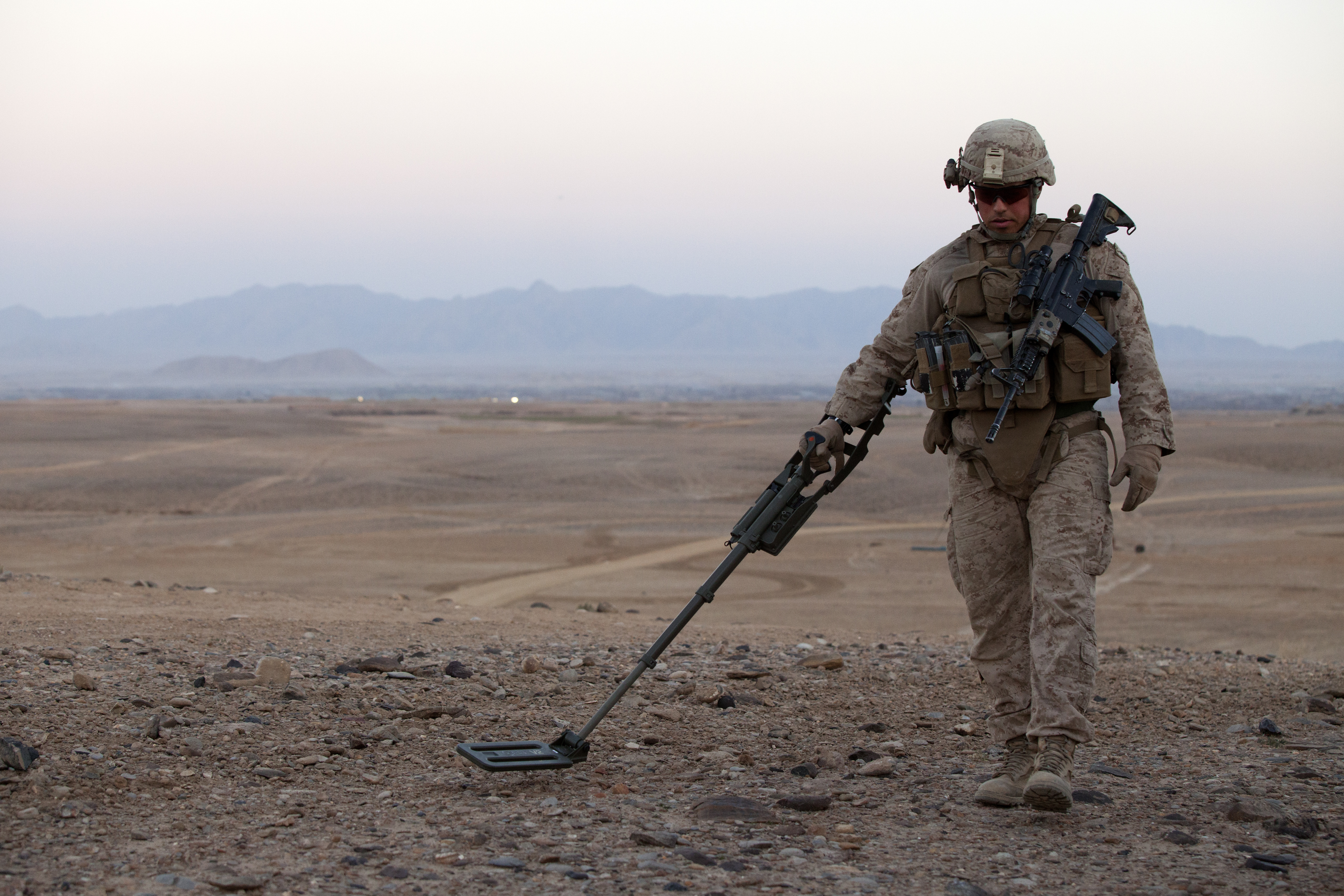
US-Soldat mit Metalldetektor in Afghanistan

- Im Bereich des Maschinenschutzes: Prüfung von Baumstämmen vor dem Sägen, von Kunststoffgranulat vor der Weiterverarbeitung im Extruder oder zu Vlies- und Folienprodukten auf metallische Fremdkörper.

Induktive Näherungsschalter arbeiten nach dem gleichen Prinzip wie Metalldetektoren, sind jedoch vergleichsweise klein und haben daher geringe Schaltabstände. Sie werden in der Automatisierungstechnik zur Positionsbestimmung und als Endlagenschalter eingesetzt.